# O Anjo e o Vagabundo
O Anjo e o Vagabundo foi uma telenovela brasileira produzida pela extinta Rede Tupi e exibida de 26 de outubro de 1966 a 18 de março de 1967, às 20h. Foi escrita por Benedito Ruy Barbosa e dirigida por Wanda Kosmo.

## Trama
Renato e Geni tiveram a filha recém-nascida sequestrada após o parto. Nove anos se passaram e o médico se tornou um homem amargurado que decide abrir mão de tudo para se tornar mendigo. Enquanto isso, Geni nunca deixou de procurar a filha e se vê desesperada com o também desaparecimento do marido.
Do outro lado da cidade, a menina Tininha foge de casa ao descobrir não ser filha biológica do casal que a maltrata, tendo ajuda de Branca para encontrar sua família.

## Elenco
Elenco de O Anjo e o Vagabundo:
- Sérgio Cardoso .... Dr. Renato
- Rosamaria Murtinho .... Geni
- Gianete Franco .... Tininha
- Isaura Bruno .... Branca
- Lisa Negri .... Ana
- Rildo Gonçalves .... Aranha
- Ana Rosa .... Rosinha
- Elísio de Albuquerque
- Wilson Fragoso .... Bruno
- Annamaria Dias .... Maria
- Clenira Michel .... Marieta
- Ademir Rocha
- Guiomar Gonçalves .... Esmeralda
- Paulo Pereira .... Zelon
- Antônio Carlos Estêvão .... Maurício
- Nello Pinheiro .... Manuel
- Telcy Perez .... Jerebau
- Teresa Campos .... Margot
- Ruy Rezende .... Jacaré
- Paulo César ... Otavinho